# Wirginia Kukuła-Koch
Wirginia Anna Kukuła-Koch – polska farmaceutka, profesor nauk medycznych i nauk o zdrowiu, wykładowca Uniwersytetu Medycznego w Lublinie. 

## Życiorys
W 2007 ukończyła AM w Lublinie uzyskując dyplom magistra farmacji, a następnie podjęła studia doktoranckie w Katedrze i Zakładzie Farmakognozji z Pracownią Roślin Leczniczych, gdzie została zatrudniona w 2009. Stopień doktora uzyskała broniąc pracę Ekstrakcja, analiza fitochemiczna oraz badanie aktywności biologicznej metabolitów wtórnych pochodzących z wybranych gatunków rodzaju berberys (Berberis sp.) pod kierunkiem prof. Kazimierza Głowniaka. Habilitowała się na podstawie rozprawy Optymalizacja warunków ekstrakcji i nowoczesnych technik rozdzielania chromatograficznego alkaloidów i związków fenolowych zawartych w wybranych substancjach roślinnych oraz badania ich aktywności biologicznych. 

## Działalność naukowa
Zainteresowania dotyczą poszukiwania związków roślinnych o potencjalnym zastosowaniu w leczeniu chorób. Współpracuje w zakresie poszukiwania związków przeciwpadaczkowych w kłączu imbiru. Jest współautorką ponad 90 publikacji z listy filadelfijskiej o łącznym IF ponad 380. Wypromowała dwóch doktorów.

## Odznaczenia
- Brązowy Krzyż Zasługi (2023)[6]